# Cairn Toul
Der Cairn Toul (schottisch-gälisch Càrn an t-Sabhail) ist mit 1291 m der vierthöchste Berg Schottlands und Großbritanniens. Höher sind nur Ben Nevis, Ben Macdui und Braeriach.
Die Bedeutung seines Names ist nicht abschließend geklärt. Zu den diskutierten Bedeutungen zählen „Scheunenhügel“ und „Nordhügel“. Außerdem könnte eine Namensverwandtschaft mit dem Carrantuohill bestehen, dem höchsten Berg Irlands, dessen Name sich von der Sichel ableitet.

## Beschreibung
Der Cairn Toul liegt, wie mit Ausnahme des Ben Nevis alle der vier höchsten Gipfel, in den westlichen Cairngorms im Naturschutzgebiet Mar Lodge Estate. Sein Gipfel ist über einen Bergsattel auf 1125 m mit dem Braeriach verbunden. Der an den Hängen des Braeriachs entspringende Dee trennt ihn im Osten vom Ben Macdui. Der Berg erhebt sich westlich des Passes Lairig Ghru.

## Tourismus
Der Cairn Toul wird oft in Verbindung mit anderen Gipfeln bestiegen. Von Süden aus kann der Gipfelanstieg mit einer Besteigung von The Devil’s Point, der etwa 2,5 km südsüdwestlich liegt, verbunden werden. Alternativ zu dieser Route ist der Cairn Toul auch von Norden aus zu erreichen, wobei unter anderem Braeriach und Sgòr an Lochain Uaine überschritten werden. Beide Routen sind nach schottischem Standard lange Tagestouren von etwa 15 km im Anstieg – unabhängig davon ob der Anstieg vom Coire Cas im Spey-Tal erfolgt, oder vom Linn of Dee im Süden. Der Berg ist auch auf einer Route von Westen aus zu erreichen, beginnend von Achlean im Glen Feshie. Dieser Anstieg stellt eine etwas kürzere Route dar, insgesamt sind etwa 27 km für die Gipfelrunde einzuplanen. Allerdings muss dabei eine weit ausgedehnte, wellige Hochmoor-Fläche überquert werden, um das Massiv des Braeriach und Cairn Toul zu erreichen. Südlich des Lairg-Ghru-Passes, im Tal des Dee, unterhalb des Cairn Toul, befindet sich die Biwakhütte Corrour Bothy.